# Асевес, Алонсо
Даниэль Алонсо Асевес Патиньо (исп. Daniel Alonso Aceves Patiño; род. 28 марта 2001, Уискилукан, Мехико) — мексиканский футболист, защитник клуба «Пачука».

## Клубная карьера
Асевес — воспитанник клуба «Пачука». 7 ноября 2020 года в матче против «Некаксы» он дебютировал в мексиканской Примере.
Летом 2022 года Асевес на правах аренды перешёл в испанский «Овьедо». 15 августа в матче против «Андорры» он дебютировал в Сегунде. По окончании аренды игрок вернулся обратно.
15 марта 2023 года Асевес отправился в аренду в клуб MLS «Чикаго Файр» до конца сезона 2023 с опцией выкупа. В высшей лиге США он дебютировал 25 марта в матче против «Интер Майами», заменив на 75-й минуте Марена Хайле-Селасси. По окончании сезона 2023 «Чикаго Файр» отклонил опцию выкупа Асевеса.